# کینو مارش - براون
کینو مارش - براون (انگلیسی: Keanu Marsh-Brown؛ زادهٔ ۱۰ اوت ۱۹۹۲) بازیکن فوتبال اهل بریتانیا است.
از باشگاه‌هایی که در آن بازی کرده‌است می‌توان به باشگاه فوتبال فولام، باشگاه فوتبال فارست گرین راورز، باشگاه فوتبال اولدهام اتلتیک، باشگاه فوتبال یئوویل تاون، باشگاه فوتبال میلتون کینز دونز، باشگاه فوتبال داندی یونایتد، و باشگاه فوتبال بارنت اشاره کرد.
وی همچنین در تیم‌های ملی فوتبال زیر ۱۶ سال انگلستان، زیر ۱۷ سال انگلستان و گویان بازی کرده‌است.